# Szmrecsányi Miklós
Szmrecsányi Szmrecsányi Miklós József Vince Károly (Sárosdaróc, 1854. január 19. – Eger, 1936. május 31.) művészettörténeti író, jogi doktor, miniszteri tanácsos. Szmrecsányi Pál szepesi, majd váradi püspök és Szmrecsányi Lajos egri érsek öccse.

## Élete
Az ősrégi nemesi származású szmrecsányi Szmrecsányi család sarja. Atyja, Szmrecsányi Ödön (1812–1887), anyja, báró berzeviczei és kakaslomniczi Berzeviczy Mária (1819–1888) asszony volt. A gimnáziumot Eperjesen, egyetemi jogi tanulmányait Budapesten végezte, ahol 1878-ban avatták doktorrá. Törvényszéki gyakorlata mellett művészeti tanulmányokat folytatott és 1888-ban az Országos Magyar Képzőművészeti Társulat titkárává választották meg. Az európai nevezetesebb képtárakat, művészi iskolákat behatóan tanulmányozta és folytonos érintkezésben állott a művészet irányt adó tényezőivel. Ez utazásairól évenkint tanulmányokat írt, melyek nyomtatásban is megjelentek. Nyilvánosságra jutott emlékiratai a művészetnek erélyesebb állami támogatása érdekében befolyással voltak a képzőművészetek újabb nagyarányú fejlesztésére. Az ezredéves országos kiállítás alkalmából annak a fontos kérdésnek megoldására törekedett, hogy a hazai művészet legfőbb szükséglete, egy állandó, kellően világított és elegendően tágas műcsarnok létesüljön. A külföldi legjobb minták tanulmányozása alapján kidolgozott programja a képzőművészeti társulat által elfogadtatván, a kormány és a törvényhozás biztosította annak megvalósítását. Wlassics miniszter javaslatára 1895 elején osztálytanácsossá nevezték ki és a művészeti osztály vezetője lett. 1899. január 4-én nyugalomba lépett, mely alkalomból miniszteri tanácsosi címet kapott.
Cikkei a Magyar Szalonban (XI. 1889. A művészet pártolása), a Budapesti Szemlében (101. k. 1900. Szent orsolya legendája a történetben és művészetben), a Magyar Iparművészetben (1900. Az országos m. iparművészeti múzeum vásárlásai az 1900. évi párisi világkiállításból), a Művészetben (1906. Történeti művészet a halászbástyán).

## Fontosabb műve
- Eger művészetéről (Budapest, 1937)